# NGC 603
NGC 603 sind drei Sterne im Sternbild Dreieck. Sie wurden am 16. November 1850 von Bindon Blood Stoney, einem Assistenten von Lord Rosse, für ein nebliges Objekt gehalten und erlangte so einen Eintrag im NGC-Katalog.